# كورفيغليا
كورفيغليا (بالإنجليزية: Corviglia)‏ هو أحد جبال سلسلة جبال الألب ألبولا وجزء من القمة الأم يقع في كانتون غراوبوندن، سويسرا. يبلغ ارتفاع الجبل حوالي 2486 متر، بينما يبلغ ارتفاع نتوء الجبل متر.